# Territori degli Stati Uniti d'America
I territori degli Stati Uniti d'America sono suddivisioni amministrative sub-nazionali sottoposte al Governo federale degli Stati Uniti d'America. I territori si distinguono in particolare dagli Stati federati degli Stati Uniti d'America e dalle tribù di nativi americani degli Stati Uniti d'America in quanto non sono entità dotate di propria sovranità.
I territori sono classificati in base al fatto di essere "organizzati" o "non organizzati", ovvero di possedere o meno un governo locale strutturato sulla base di una legge fondamentale ("Organic Act") approvata dal Congresso degli Stati Uniti d'America. I territori sono regioni sottoposte alla sovranità statunitense, ma possono essere classificati anche in base al fatto di essere trattati alla stregua degli Stati Uniti veri e propri in tutto (territori "incorporati") o solo per certi aspetti e non per altri; i territori "non incorporati", in particolare, non sono considerati come parte integrante degli Stati Uniti e le disposizioni della Costituzione degli Stati Uniti d'America si applicano solo parzialmente all'interno dei loro confini.
A partire dal Territorio del nord-ovest creato nel 1787, gli Stati Uniti hanno amministrato diversi territori tanto incorporati quanto non incorporati. Storicamente, la condizione di "territorio" veniva assegnata alle nuove regioni annesse agli Stati Uniti e amministrate in vista di una loro futura ammissione all'Unione; 31 di questi territori (o parti di essi) si sono poi effettivamente evoluti nel corso del tempo al rango di pieni Stati federati degli Stati Uniti, mentre altri (come le Filippine, gli Stati Federati di Micronesia, le Isole Marshall e Palau) sono divenuti Stati indipendenti separati dagli Stati Uniti. 
I territori ancora esistenti sono tutti costituiti da isole o gruppi di isole, di cui tre situati nel Mar dei Caraibi e undici nell'oceano Pacifico; altri due territori situati nel Mar dei Caraibi (il Banco Bajo Nuevo e l'Isola Serranilla) hanno uno statuto conteso, in quanto sono rivendicati ufficialmente dagli Stati Uniti ma amministrati concretamente dalla Colombia. Cinque territori (le Samoa Americane, Guam, le Isole Marianne Settentrionali, Porto Rico e le Isole Vergini Americane) sono dotati di una propria popolazione stanziale, mentre gli altri nove territori sono costituiti solo da piccole isole, atolli o scogli privi di abitanti nativi o permanenti. Di questi quattordici territori solo uno (l'Atollo di Palmyra) è classificato come "territorio incorporato", mentre tutti gli altri sono considerati come "territori non incorporati"; i cinque territori dotati di abitanti stanziali sono tutti classificati come "territori organizzati" e quindi dotati di istituzioni di governo elette dalla popolazione, mentre i nove territori disabitati (collettivamente noti come "Isole minori esterne degli Stati Uniti d'America") sono tutti classificati come "territori non organizzati".

## Classificazione

### Territori "organizzati" e "non organizzati"

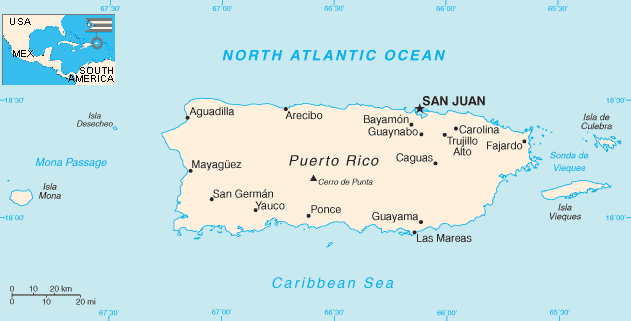
Carta di Porto Rico

I territori "organizzati" sono costituiti da quelle regioni territoriali sottoposte alla sovranità federale del Governo degli Stati Uniti (ma non alla sovranità di uno degli Stati federati che compongono l'Unione), e dove alla popolazione locale sono concesse forme di auto-governo sulla base di un apposito atto di organizzazione (Organic Act) approvato dal Congresso degli Stati Uniti, in base a quanto disposto dalla sezione 3 dell'articolo IV della Costituzione degli Stati Uniti d'America. Nei territori "non organizzati", invece, gli organi amministrativi sono nominati direttamente dal governo federale senza il coinvolgimento della (eventuale) popolazione locale.
Storicamente, la qualifica di "territorio non organizzato" veniva applicata alle nuove regioni annesse agli Stati Uniti prima che fossero costituite come territori incorporati. L'Alaska, ad esempio, fu un territorio non organizzato nel periodo compreso tra il suo acquisto dalla Russia nel 1867 e la costituzione del Territorio dell'Alaska nel 1912: con la designazione di Dipartimento dell'Alaska, inizialmente il territorio fu sottoposto all'amministrazione da parte dell'Esercito, del Dipartimento del tesoro e quindi della Marina militare, per poi ricevere nel 1884 un governo civile nominato dal presidente degli Stati Uniti d'America assumendo la designazione di Distretto dell'Alaska. Territori non organizzati venivano a crearsi anche quando solo una parte di un territorio organizzato (generalmente quella più popolata) veniva elevata alla condizione di Stato federato, separandola dalle zone meno abitate e sviluppate: ad esempio, una vasta parte del Territorio del Missouri divenne un territorio non organizzato quando, nel 1821, solo l'angolo sud-orientale della regione fu elevato al rango di Stato del Missouri, rimanendo in questa condizione fino al 1854 quando furono organizzati i nuovi territori del Nebraska e del Kansas. L'istituzione di territori organizzati fu una pratica comune durante il periodo di espansione territoriale degli Stati Uniti nel continente nordamericano: degli attuali 50 Stati federati, 31 si sono originati da zone precedentemente organizzate come territori. Alcuni territori organizzati rimasero in esistenza solo per pochi anni prima di trasformarsi in Stati federati, mentre per altri passarono diversi decenni prima che una simile trasformazione avesse luogo: ad esempio, il Territorio dell'Alabama esistette per poco più di due anni prima di trasformarsi nello Stato dell'Alabama, ma furono necessari più di sessant'anni perché il Territorio delle Hawaii diventasse lo Stato delle Hawaii.

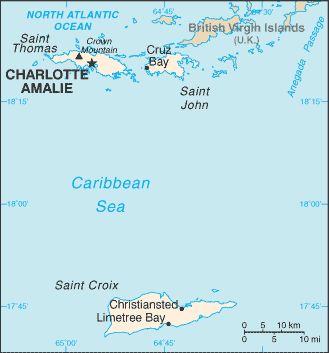
Carta delle Isole Vergini Americane

Attualmente, tutti e cinque i principali territori degli Stati Uniti abitati in modo permanente dispongono di organi legislativi ed esecutivi territoriali eletti localmente, nonché di un certo grado di autonomia politica per quanto riguarda le questioni interne. Quattro di questi cinque territori (Guam, le Isole Marianne Settentrionali, Porto Rico e le Isole Vergini Americane) sono a tutti gli effetti territori organizzati, regolati da un apposito "Organic Act" approvato dal Congresso degli Stati Uniti. Le Marianne Settentrionali e Porto Rico hanno adottato proprie costituzioni locali che si aggiungono agli originari Organic Act e sono ufficialmente qualificati come "Commonwealth", condizione che tuttavia stabilisce solo che il loro diritto all'auto-governo non può essere unilateralmente revocato dal Congresso; Guam e le Isole Vergini non hanno una propria costituzione e rimangono regolate solo dal rispettivo Organic Act del Congresso. Le Samoa Americane sono ufficialmente un territorio non organizzato, visto che manca un "Organic Act" approvato dal Congresso che le riguardi; la Costituzione delle Samoa americane, approvata nel 1960, stabilisce tuttavia l'esistenza di organi di auto-governo eletti dalla popolazione locale, rendendo l'arcipelago nei fatti un territorio organizzato. Le nove "Isole minori esterne degli Stati Uniti d'America", tutte prive di una popolazione permanente, sono tutte classificate come territori non organizzati.

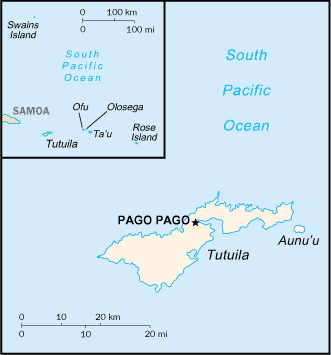
Carta delle Samoa Americane

In ciascuno dei territori organizzati la popolazione elegge un governatore locale (detentore del potere esecutivo) e un parlamento territoriale (detentore del potere legislativo); a Guam e nelle Isole Vergini l'organo parlamentare è monocamerale, mentre negli altri tre territori è bicamerale. I territori hanno ciascuno un proprio sistema di tribunali locali, al cui vertice vi è una corte suprema. In quattro dei territori è inoltre presente una corte distrettuale degli Stati Uniti competente per le questioni riguardanti la giurisdizione federale statunitense, similmente a quanto avviene nei 50 Stati federati e nel Distretto di Columbia: le corti distrettuali per le Marianne Settentrionali, le Isole Vergini e Guam sono organizzate secondo le previsioni dell'articolo IV della Costituzione, ma la corte distrettuale di Porto Rico è organizzata secondo le disposizioni dell'articolo III della Costituzione degli Stati Uniti d'America come le corti degli Stati federati, il che comporta a differenza delle altre un mandato a vita per i giudici federali che la occupano. Le Samoa Americane non hanno alcuna corte distrettuale, e le questioni di diritto federale che riguardano le isole sono quindi trattate davanti alle corti distrettuali delle Hawaii o del Distretto di Columbia; le Samoa sono l'unica regione permanentemente abitata degli Stati Uniti a non disporre di un proprio tribunale federale dedicato.
I territori esistenti non sono suddivisi internamente in contee come gli Stati federati. L'Ufficio del censimento degli Stati Uniti d'America considera tuttavia come equiparabili alle contee i 78 comuni di Porto Rico, le tre isole principali delle Isole Vergini, le quattro municipalità delle Marianne Settentrionali e i tre distretti e due atolli delle Samoa Americane; Guam e le Isole minori sono considerate ciascuna singolarmente come assimilabili a contee.

### Territori "incorporati" e "non incorporati"

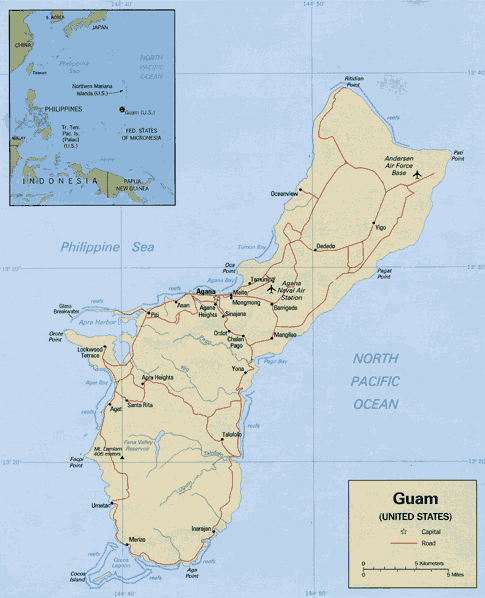
Carta di Guam

In base a una serie di sentenze della Corte suprema degli Stati Uniti d'America, collettivamente note come Insular Cases, è il Congresso a decidere se un territorio debba essere considerato come incorporato o meno negli Stati Uniti stessi. La Costituzione degli Stati Uniti si applica per intero a ciascun territorio incorporato, sia con riferimento al suo governo locale che ai suoi abitanti; i territori incorporati sono considerati come parte integrante degli Stati Uniti piuttosto che come possedimenti esterni a essi. Nei territori non incorporati invece solo i diritti fondamentali sanciti dalla Costituzione si applicano integralmente, mentre i restanti diritti costituzionali non sono applicati o non sono applicati per intero; nel corso del tempo, tuttavia, alcune specifiche disposizioni costituzionali sono state estese a uno o più dei territori non incorporati da specifici atti legislativi del Congresso o da sentenze della Corte suprema. L'esatta qualificazione di un diritto costituzionale come "fondamentale", e quindi la sua automatica applicabilità anche ai territori non incorporati, dipende principalmente dall'insieme di varie sentenze della Corte suprema: così, il divieto di auto-incriminazione stabilito dal V emendamento della Costituzione è stato qualificato come "diritto fondamentale", mentre invece il diritto a un processo davanti a una giuria sancito dal VI emendamento non è stato considerato come "fondamentale".
Gli Stati Uniti non hanno posseduto alcun territorio non incorporato fino al 1856: tutti i territori creati precedentemente sono nati come territori incorporati, come del resto tutti i territori creati anche successivamente negli Stati Uniti d'America contigui. La creazione di territori non incorporati ebbe inizio con l'approvazione del Guano Islands Act, che autorizzava le autorità statunitensi a prendere possesso di isole disabitate e non rivendicate da altri al fine di estrarvi il guano: per quanto molte piccole isole e atolli nel Mar dei Caraibi e nell'oceano Pacifico fossero rivendicate in forza di tale legge, la maggior parte venne però abbandonata una volta esauriti i giacimenti di guano; le nove Isole minori esterne sono quanto rimane di queste acquisizioni territoriali. Altri territori non incorporati furono creati come risultato di trattati internazionali di cessione territoriale (come nel caso delle Isole Vergini Americane, acquistate dalla Danimarca nel 1916) o conclusivi di conflitti (come nel caso di Porto Rico, Guam e Filippine, acquisiti nel 1898 dopo il trattato di Parigi che pose fine alla guerra ispano-americana); vari arcipelaghi dell'oceano Pacifico furono amministrati dagli Stati Uniti come Territorio fiduciario delle Isole del Pacifico, un territorio non incorporato creato alla conclusione della seconda guerra mondiale con la veste giuridica di amministrazione fiduciaria delle Nazioni Unite. Vari territori non incorporati si sono poi evoluti in Stati indipendenti separati dagli Stati Uniti (come nel caso delle Filippine statunitensi o degli Stati oceanici di Micronesia, Isole Marshall e Palau), o sono stati ceduti a loro volta ad altre nazioni indipendenti (come nel caso della Zona del Canale di Panama, restituita a Panama nel 1979, o delle Isole del Mais, restituite al Nicaragua nel 1971).

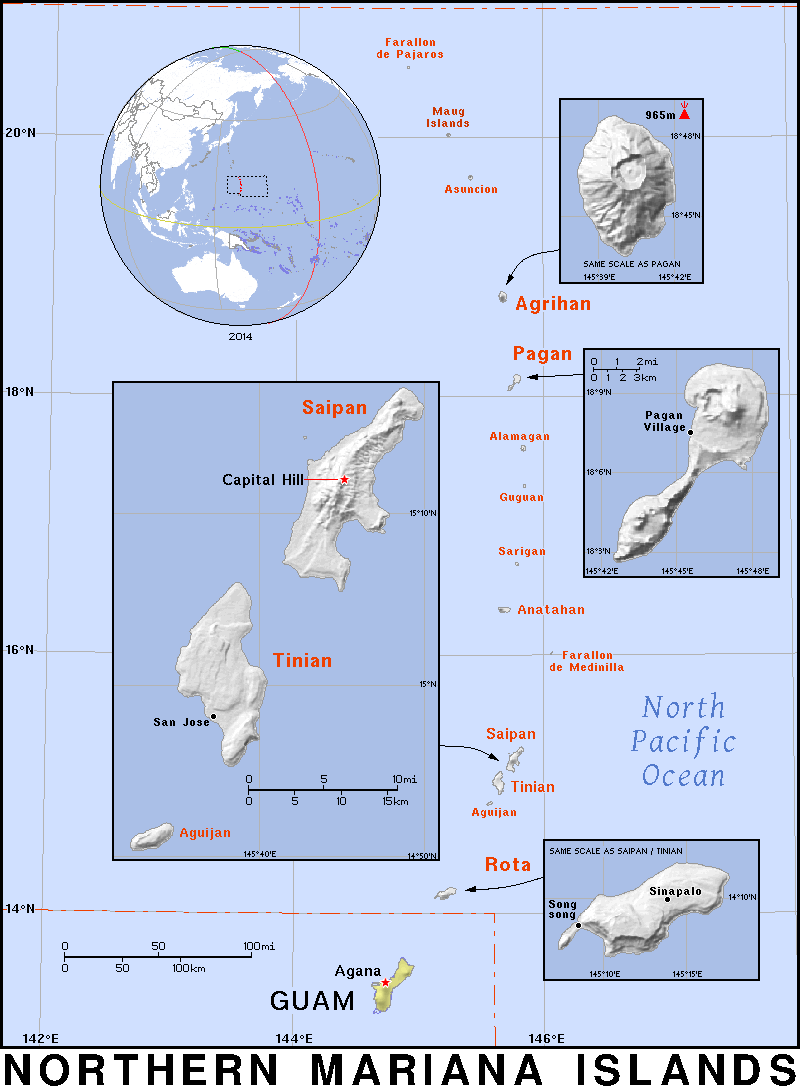
Carta delle Isole Marianne Settentrionali

Dei quattordici territori degli Stati Uniti oggi esistenti solo uno, l'atollo di Palmyra, è costituito come territorio incorporato. L'atollo fu inizialmente ricompreso del Territorio non incorporato delle Hawaii, costituito nel 1898 dopo l'annessione agli Stati Uniti della Repubblica delle Hawaii, passando poi alla condizione di "incorporato" unitamente al resto del territorio nel 1900; quando le Hawaii divennero uno Stato federato nel 1959, tuttavia, l'atollo di Palmyra venne espressamente escluso dai loro confini e rimase un territorio separato dal resto dell'arcipelago. Da allora Palmyra mantiene la condizione di territorio incorporato, poiché non sono intervenuti ulteriori atti del Congresso a modificare la situazione; stando a una statuizione della Corte suprema, inoltre, una volta che la Costituzione è stata estesa a un territorio tale copertura va considerata come irrevocabile. Tutti gli altri territori esistenti sono invece classificati come territori non incorporati, compresi i cinque territori organizzati e dotati di popolazione stanziale: con riferimento a questi ultimi, vari commentatori ed esponenti politici hanno espresso critiche per questa condizione, considerando tali territori come assimilabili a moderne colonie degli Stati Uniti. Le Nazioni Unite continuano a elencare nella loro lista dell'ONU dei territori non autonomi le Isole Vergini, Guam e le Samoa Americane, mentre Porto Rico (nel 1952) e le Marianne Settentrionali (nel 1990) sono state tolte dalla lista in ragione dell'acquisito status di "Commonwealth" dato dalle loro costituzioni locali.
I territori non incorporati non partecipano alle elezioni per la formazione del Congresso degli Sati Uniti, e quindi non esprimono alcun loro parlamentare alla Camera dei rappresentanti e al Senato degli Stati Uniti. I territori organizzati, anche se non incorporati, hanno però ciascuno il potere di eleggere alla Camera dei rappresentanti un proprio delegato non votante (che nel caso di Porto Rico assume la designazione di "commissario residente"); i delegati non votanti sono eletti per un mandato di due anni (quattro nel caso del commissario residente di Porto Rico). Questi delegati non possono partecipare alle votazioni dell'aula, non sono conteggiati ai fini del calcolo del numero legale né possono essere nominati Speaker, ma per il resto hanno gli stessi poteri degli altri rappresentanti: possono presentare disegni di legge, emendamenti e risoluzioni, possono prendere la parola durante i lavori dell'aula, sono membri delle commissioni interne della Camera e votano le loro delibere. I territori incorporati creati negli Stati Uniti contigui hanno sempre avuto la possibilità di eleggere i delegati non votanti alla Camera, ma tale previsione fu estesa anche ai territori insulari non incorporati solo in tempi più recenti rispetto alla loro istituzione: nel 1900 per Porto Rico, nel 1972 per Guam e Isole Vergini, nel 1978 per le Samoa Americane e nel 2008 per le Marianne Settentrionali.

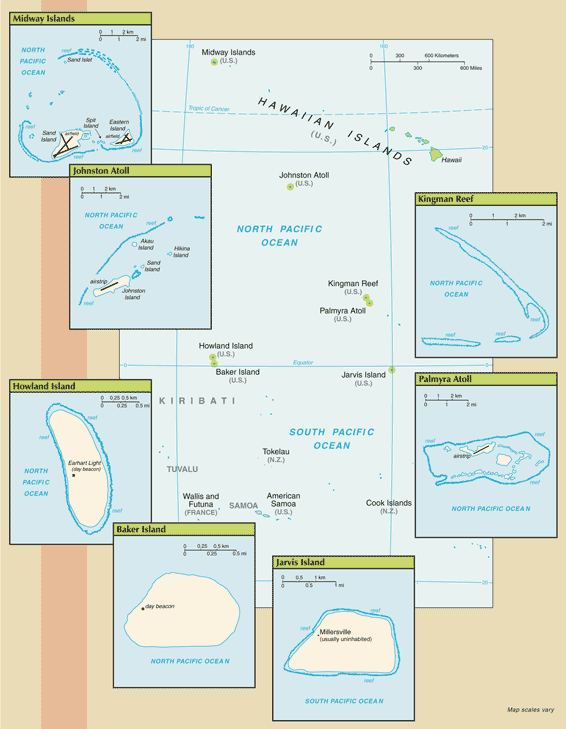
Carta generale delle Isole minori statunitensi dell'Oceano Pacifico

Non eleggendo alcun membro a pieno titolo del Congresso, i territori non possono inviare propri delegati presso il Collegio elettorale degli Stati Uniti d'America e quindi non possono prendere direttamente parte all'elezione del Presidente degli Stati Uniti. Quattro dei cinque territori organizzati esistenti (Guam, Porto Rico, Isole Vergini e Samoa Americane) partecipano tuttavia alle elezioni primarie statunitensi e inviano propri delegati alle convention partitiche per la nomina dei candidati a presidente e vicepresidente degli Stati Uniti, visto che queste sono regolate non dalla Costituzione ma principalmente dalle leggi locali e dalle norme interne dei singoli partiti; le Marianne Settentrionali non partecipano invece a questi processi, poiché i partiti politici locali non sono affiliati a quelli esistenti nel resto degli Stati Uniti.
Gli abitanti di Guam, Marianne Settentrionali, Porto Rico e Isole Vergini sono considerati come cittadini statunitensi a pieno titolo; le persone nate in questi territori acquisiscono la cittadinanza statunitense alla nascita, e gli stranieri che vi risiedono possono richiedere la cittadinanza secondo le norme statunitensi in fatto di naturalizzazione. Come statuito da alcune sentenze giudiziarie, il diritto alla cittadinanza previsto dal XIV emendamento della Costituzione degli Stati Uniti d'America non fa parte dei "diritti fondamentali" sanciti dalla Costituzione, e quindi non può essere esteso ai territori non incorporati se non in forza di una specifica disposizione legislativa del Congresso; vista l'assenza di un Organic Act specifico o di altre leggi in merito, le Samoa Americane sono quindi escluse dalle previsioni della Costituzione in materia di cittadinanza. Gli abitanti delle Samoa Americane sono considerati come possessori della nazionalità statunitense ma non della cittadinanza statunitense: non sono considerati come stranieri e quindi non sono soggetti alle leggi statunitensi in materia di immigrazione ed espulsione degli immigrati irregolari, ma se residenti negli Stati Uniti non possono candidarsi e votare alle elezioni federali, statali o locali, non possono far parte delle giurie nei tribunali e non possono svolgere i lavori per i quali è esplicitamente previsto il possesso della cittadinanza statunitense. I nativi delle isole possono richiedere la cittadinanza statunitense secondo le stesse norme previste per la naturalizzazione degli stranieri, ma senza alcuna garanzia di un buon esito del procedimento.

## Lista

Carta generale degli Stati Uniti d'America:
Stati federati e Distretto di Columbia
Territori non incorporati organizzati con status di Commonwealth
Territori non incorporati organizzati
Territori incorporati non organizzati
Territori non incorporati non organizzati
Stati associati agli Stati Uniti

Stati federati e Distretto di Columbia
     Territori non incorporati organizzati con status di Commonwealth
     Territori non incorporati organizzati
     Territori incorporati non organizzati
     Territori non incorporati non organizzati
     Stati associati agli Stati Uniti
Territori non incorporati organizzati
| Nome                          | Collocazione                | Superficie | Popolazione (al 2020) | Capitale         | Istituzione    | Organizzazione                                                               |
| ----------------------------- | --------------------------- | ---------- | --------------------- | ---------------- | -------------- | ---------------------------------------------------------------------------- |
| Porto Rico                    | Mar dei Caraibi             | 9104 km²   | 3285874 abitanti      | San Juan         | 11 aprile 1899 | 12 aprile 1900 con il Foraker Act                                            |
| Guam                          | Oceano Pacifico occidentale | 543 km²    | 153836 abitanti       | Hagåtña          | 11 aprile 1899 | 1º agosto 1950 con il Guam Organic Act of 1950                               |
| Samoa Americane               | Oceano Pacifico meridionale | 197,1 km²  | 49710 abitanti        | Pago Pago        | 17 aprile 1900 | 17 ottobre 1960 con la Costituzione delle Samoa americane                    |
| Isole Vergini Americane       | Mar dei Caraibi             | 346,36 km² | 87146 abitanti        | Charlotte Amalie | 31 marzo 1917  | 22 giugno 1936 con il Organic Act of the Virgin Islands of the United States |
| Isole Marianne Settentrionali | Oceano Pacifico occidentale | 463,63 km² | 47329 abitanti        | Saipan           | 18 luglio 1947 | 24 marzo 1976 con il Covenant between the United States and the CNMI         |

Territori incorporati non organizzati
| Nome              | Collocazione             | Superficie | Istituzione                                                      | Incorporazione                                       |
| ----------------- | ------------------------ | ---------- | ---------------------------------------------------------------- | ---------------------------------------------------- |
| Atollo di Palmyra | Oceano Pacifico centrale | 12 km²     | Annesso il 7 luglio 1898 unitamente alla Repubblica delle Hawaii | 14 giugno 1900 unitamente al Territorio delle Hawaii |

Territori non incorporati non organizzati
| Nome             | Collocazione             | Superficie | Istituzione                                                                            |
| ---------------- | ------------------------ | ---------- | -------------------------------------------------------------------------------------- |
| Isola Baker      | Oceano Pacifico centrale | 2,1 km²    | Rivendicata il 28 ottobre 1856 in base al Guano Islands Act; annessa il 13 maggio 1936 |
| Isola Howland    | Oceano Pacifico centrale | 4,5 km²    | Rivendicata il 3 dicembre 1858 in base al Guano Islands Act; annessa il 13 maggio 1936 |
| Isola Jarvis     | Oceano Pacifico centrale | 4,75 km²   | Rivendicata il 28 ottobre 1856 in base al Guano Islands Act; annessa il 13 maggio 1936 |
| Atollo Johnston  | Oceano Pacifico centrale | 2,67 km²   | Rivendicato il 19 marzo 1858 in base al Guano Islands Act                              |
| Kingman Reef     | Oceano Pacifico centrale | 18 km²     | Rivendicato l'8 febbraio 1860 in base al Guano Islands Act; annesso il 10 maggio 1922  |
| Atollo di Midway | Oceano Pacifico centrale | 6,2 km²    | Rivendicato il 5 luglio 1859 in base al Guano Islands Act; annesso il 28 agosto 1867   |
| Isola Navassa    | Mar dei Caraibi          | 5,4 km²    | Rivendicata il 19 settembre 1857 in base al Guano Islands Act                          |
| Isola di Wake    | Oceano Pacifico centrale | 7,4 km²    | Annessa il 17 gennaio 1899                                                             |

### Annotazioni
1. ↑  Gli Stati federati godono di una propria sovranità distinta da quella propria del governo federale, e ogni tribù nativa riconosciuta a livello federale possiede una limitata "sovranità tribale" ed è considerata come una "nazione sovrana dipendente". Vedi (EN) Richard Wolf, Puerto Rico not sovereign, Supreme Court says, su usatoday.com. URL consultato l'11 ottobre 2022.
2. 1 2  Le Samoa Americane sono ufficialmente un territorio "non organizzato", ma de facto sono organizzate.
3. ↑  Le Samoa Americane sono effettivamente divise in contee, ma queste sono divisioni amministrative di terzo livello e non di secondo livello come le contee degli Stati federati.
4. ↑  Come parte del Territorio fiduciario delle Isole del Pacifico.

### Fonti
1. 1 2  (EN) Definitions of Insular Area Political Organizations, su doi.gov. URL consultato l'11 ottobre 2022.
2. ↑  (EN) Christina Duffy Ponsa, Are American Samoans American?, su nytimes.com. URL consultato l'11 ottobre 2022.
3. 1 2 3  (EN) Renewable Resource Management for U.S. Insular Areas—Integrated (PDF), su princeton.edu. URL consultato l'11 ottobre 2022.
4. ↑  (EN) What Are The US Territories?, su worldatlas.com. URL consultato l'11 ottobre 2022.
5. ↑  (EN) Introduction – Harvard Law Review — U.S. Territories: Introduction, su harvardlawreview.org. URL consultato l'11 ottobre 2022.
6. ↑   Lisa Marie Perez, Citizenship Denied: The 'Insular Cases' and the Fourteenth Amendment, in Virginia Law Review, vol. 94, n. 4, giugno 2008,  pp. 1029-1081. URL consultato l'11 ottobre 2022 (archiviato dall'url originale il 21 luglio 2019).
7. ↑   United States Summary, 2010: Population and housing unit counts, U.S. Department of Commerce, Economics and Statistics Administration, 2012.
8. ↑   Gary Alden Smith, State and National Boundaries of the United States, McFarland, 2011,  p. 170, ISBN 9781476604343.
9. ↑  (EN) Jon M. Van Dyke; William S. Richardson, Unresolved Maritime Boundary Problems in the Caribbean (PDF), su losi.tamucc.edu (archiviato dall'url originale il 31 gennaio 2018).
10. ↑  (EN) Bajo Nuevo Bank (Petrel Islands) and Serranilla Bank, su wondermondo.com. URL consultato l'11 ottobre 2022 (archiviato dall'url originale il 31 gennaio 2018).
11. ↑  (EN) Article IV, su constitution.congress.gov. URL consultato il 12 ottobre 2022.
12. ↑  (EN) Alaska History and Cultural Studies, su akhistorycourse.org (archiviato dall'url originale il 3 gennaio 2005).
13. ↑   Susan Dudley Gold, Missouri Compromise, Marshall Cavendish, 2010,  p. 33, ISBN 9781608700417.
14. ↑  (EN) 7 fam 1120 acquisition of u.s. nationality in u.s. territories and possessions, su fam.state.gov (archiviato dall'url originale il 22 dicembre 2015).
15. 1 2 3 4 5 6 7  (EN) Application of the U.S. Constitution (PDF), su gao.gov (archiviato dall'url originale il 3 novembre 2013).
16. ↑  (EN) Territorial Courts, su fjc.gov. URL consultato il 12 ottobre 2022.
17. ↑  (EN) American Samoa: Issues Associated with Some Federal Court Options U.S. GAO, su gao.gov. URL consultato il 12 ottobre 2022.
18. ↑  (EN) American National Standards Institute (ANSI) Codes for States, su census.gov. URL consultato il 12 ottobre 2022.
19. ↑  (EN) 2010 FIPS Codes for Counties and County Equivalent Entities, su census.gov. URL consultato il 12 ottobre 2022.
20. ↑  (EN) States, Counties, and Statistically Equivalent Entities (Chapter 4) (PDF), su www2.census.gov. URL consultato il 12 ottobre 2022.
21. ↑  (EN) Definitions of insular area political organizations, su doi.gov. URL consultato il 12 ottobre 2022.
22. ↑  (EN) Palmyra Atoll, su doi.gov. URL consultato il 15 ottobre 2022.
23. ↑  (EN) David Vine, Most countries have given up their colonies. Why hasn’t America?, su washingtonpost.com. URL consultato il 15 ottobre 2022.
24. ↑  (EN) Michael Lujan Bevacqua, MBevacqua: Guam is a colony of the U.S., su guampdn.com. URL consultato il 15 ottobre 2022.
25. ↑  (EN) Daniel Immerwahr, How the US has hidden its empire, su theguardian.com. URL consultato il 15 ottobre 2022.
26. ↑  (EN) John Wagner, Puerto Rico’s governor ramps up push for statehood on anniversary of Maria, su washingtonpost.com. URL consultato il 15 ottobre 2022.
27. ↑  (EN) Non-Self-Governing Territories, su un.org. URL consultato il 15 ottobre 2022.
28. ↑  (EN) List of former Trust and Non-Self-Governing Territories, su un.org. URL consultato il 15 ottobre 2022.
29. ↑  (EN) Jane A. Hudiburg, Delegates to the U.S. Congress: History and Current Status (PDF), su fas.org. URL consultato il 15 ottobre 2022.
30. ↑  (EN) American Samoa and the Citizenship Clause: A Study in Insular Cases Revisionism, su harvardlawreview.org. URL consultato il 15 ottobre 2022.
31. ↑  (EN) Ann M. Simmons, American Samoans aren’t actually U.S. citizens. Does that violate the Constitution?, su latimes.com. URL consultato il 15 ottobre 2022.
32. ↑  (EN) Resident population for the 50 states, the District of Columbia, and Puerto Rico: 2020 census (PDF), su www2.census.gov. URL consultato il 15 ottobre 2022.
33. ↑  (EN) 2020 Population of U.S. Island Areas Just Under 339,000, su census.gov. URL consultato il 15 ottobre 2022.